# Charter McCloskey
Charter McCloskey (født 1. april 1981 i Østerild) er en dansk skuespiller, manuskriptforfatter og direktør i selskabet Grasværk. Han er især kendt for karaktereren Jacob Ditzel og har sammen med Lars Therkildsen skrevet og spillet med i satireserien TurboModul.

## Baggrund
McCloskey er søn af en nordirsk far og en dansk mor. McCloskey mistede som 8 årig sin far, der blev ramt af en blodprop til en julefrokost og gik bort i en alder af blot 39 år. Han voksede op i Østerild i det nordlige Thy og har fundet inspiration til sine karakterer i barndommens lokalområde.
McCloskey har haft problemer med angst og fik som voksen diagnosen Aspergers, som er en autismediagnose.

## Filmografi
- Tomgang	(2013)	Tom
- Helved (2019)	Albert
- Centervagt (2021) Ebbe